# 鲁平德·帕尔·辛格
鲁平德·帕尔·辛格（Rupinder Pal Singh，1990年11月11日—），印度男子曲棍球运动员，2014年亚洲运动会男子曲棍球金牌得主、2018年亚洲运动会男子曲棍球铜牌得主、2020年夏季奥林匹克运动会男子曲棍球铜牌得主。